# Coupe de Suisse féminine de volley-ball
La Coupe de Suisse de volley-ball féminin est organisée par la Fédération Suisse de volley-ball (Swiss Volley), elle a été créée en 1961.

## Palmarès
| Année   | Vainqueur                | Score                                    | Finaliste                     |
| ------- | ------------------------ | ---------------------------------------- | ----------------------------- |
| 1962    | VBC Biel-Bienne          |                                          |                               |
| 1963-64 | compétition non disputée | compétition non disputée                 | compétition non disputée      |
| 1965    | Uni Basel                |                                          |                               |
| 1966    | compétition non disputée | compétition non disputée                 | compétition non disputée      |
| 1967    | Uni Basel                |                                          |                               |
| 1968    | Uni Basel                |                                          |                               |
| 1969    | Uni Basel                |                                          |                               |
| 1970    | Uni Basel                |                                          |                               |
| 1971    | VBC Biel-Bienne          |                                          |                               |
| 1972    | Uni Basel                |                                          |                               |
| 1973    | Uni Basel                |                                          |                               |
| 1974    | Uni Basel                | -                                        | -                             |
| 1975    | Uni Basel                | -                                        | -                             |
| 1976    | Uni Basel                | -                                        | -                             |
| 1977    | Uni Basel                | 3 - 0 (15-11, 15-7, 15-8)                | VBC Biel-Bienne               |
| 1978    | Uni Basel                | 3 - 1 (15-4, 10-15, 15-13, 15-6)         | Spada Academica               |
| 1979    | Lausanne VBC             | 3 - 1 (?)                                | Uni Basel                     |
| 1980    | Uni Basel                | 3 - 1 (?)                                | Neuchâtel Sport               |
| 1981    | Lausanne UC              | 3 - 1 (15-11, 15-13, 5-15, 16-14)        | Uni Basel                     |
| 1982    | Uni Basel                | 3 - 2 (15-11, 11-15, 13-15, 15-9, 15-13) | Lausanne UC                   |
| 1983    | Uni Basel                | 3 - 0 (?)                                | Lausanne UC                   |
| 1984    | Lausanne UC              | 3 - 0 (15-12, 15-8, 15-9)                | BTV Luzern                    |
| 1985    | Uni Basel                | 3 - 1 (12-15, 15-11, 15-8, 17-15)        | Lausanne UC                   |
| 1986    | Lausanne UC              | 3 - 1 (15-11, 15-11, 15-17, 16-14)       | Uni Basel                     |
| 1987    | Lausanne UC              | 3 - 2 (15-11, 9-15, 6-15, 19-17, 15-13)  | VBC Montana Luzern            |
| 1988    | Uni Basel                | 3 - 1 (8-15, 15-12, 15-11, 15-11)        | BTV Luzern                    |
| 1989    | VBC Montana Luzern       | 3 - 1 (?)                                | Uni Basel                     |
| 1990    | BTV Luzern               | 3 - 0 (15-8, 15-10, 15-7)                | Genève Elite VB               |
| 1991    | BTV Luzern               | 3 - 0 (15-3, 13-15, 15-7, 15-6)          | VBC Montana Luzern            |
| 1992    | BTV Luzern               | 3 - 0 (15-11, 15-3, 15-7)                | Basler VB                     |
| 1993    | BTV Luzern               | 3 - 0 (15-10, 15-8, 15-13)               | VBC Cheseaux                  |
| 1994    | RTV 1879 Basel           | 3 - 2 (15-17, 15-11, 15-9, 12-15, 15-10) | BTV Luzern                    |
| 1995    | RTV 1879 Basel           | 3 - 2 (10-15, 15-10, 12-15, 15-9, 15-13) | BTV Luzern                    |
| 1996    | RTV 1879 Basel           | 3 - 1 (15-11, 11-15, 15-8, 15-11)        | BTV Luzern                    |
| 1997    | BTV Luzern               | 3 - 1 (18-15, 15-9, 15-9, 15-10)         | RTV 1879 Basel                |
| 1998    | BTV Luzern               | 3 - 1 (15-3, 10-15, 15-11, 15-10)        | KSV Wattwil                   |
| 1999    | Zeiler Köniz             | 3 - 2 (11-15, 2-15, 15-9, 15-9, 15-8)    | BTV Luzern                    |
| 2000    | VC Kanti Schaffhausen    | 3 - 1 (25-27, 25-21, 26-24, 25-22)       | BTV Luzern                    |
| 2001    | Zeiler Köniz             | 3 - 0 (25-20, 25-18, 25-21)              | VC Kanti Schaffhausen         |
| 2002    | Zeiler Köniz             | 3 - 0 (25-16, 25-22, 25-22)              | VC Kanti Schaffhausen         |
| 2003    | BTV Luzern               | 3 - 1 (12-25, 25-17, 25-19, 25-20)       | Zeiler Köniz                  |
| 2004    | Zeiler Köniz             | 3 - 0 (25-16, 25-23, 25-15)              | VC Kanti Schaffhausen         |
| 2005    | VBC Voléro Zurich        | 3 - 0 (25-17, 25-21, 25-23)              | Volleyball Franches-Montagnes |
| 2006    | VBC Voléro Zurich        | 3 - 0 (25-15, 25-10, 25-14)              | Smaesch Pfeffingen            |
| 2007    | VBC Voléro Zurich        | 3 - 0 (25-21, 25-10, 25-20)              | Zeiler Köniz                  |
| 2008    | VBC Voléro Zurich        | 3 - 1 (22-25, 25-17, 25-5, 25-16)        | Smaesch Pfeffingen            |
| 2009    | VC Kanti Schaffhausen    | 3 - 0 (25-14, 25-19, 25-21)              | Volley Bellinzona             |
| 2010    | VBC Voléro Zurich        | 3 - 0 (25-14, 25-20, 26-24)              | SAGRES NUC                    |
| 2011    | VBC Voléro Zurich        | 3 - 0 (25-14, 25-20, 26-24)              | SAGRES NUC                    |
| 2012    | VBC Voléro Zurich        | 3 - 0 (25-18, 26-24, 25-18)              | Hôtel Cristal VFM             |
| 2013    | VBC Voléro Zurich        | 3 - 0 (25-19, 25-13, 25-18)              | Volley Köniz                  |
| 2014    | VBC Voléro Zurich        | 3 - 0 (25-18, 25-13, 25-11)              | SAGRES NUC                    |
| 2015    | VBC Voléro Zurich        | 3 - 0 (25-13, 25-19, 25-12)              | TS Volley Düdingen            |
| 2016    | VBC Voléro Zurich        | 3 - 0 (25-17, 25-15, 25-20)              | TS Volley Düdingen            |
| 2017    | VBC Voléro Zurich        | 3 - 0 (25-18, 25-19, 25-22)              | Smaesch Pfeffingen            |
| 2018    | VBC Voléro Zurich        | 3 - 0 (25-18, 25-16, 25-20)              | Viteos NUC                    |
| 2019    | Viteos NUC               | 3 - 1 (20-25, 25-19, 25-19, 25-20)       | Smaesch Pfeffingen            |
| 2020    | non terminé              | non terminé                              | non terminé                   |

## Bilan par club
| Club               | Titres | Ville       | Année                                                                                                |
| ------------------ | ------ | ----------- | --- |
| Universität Basel  | 17     | Bâle        | 1965, 1967, 1968, 1969, 1970, 1972, 1973, 1974, 1975, 1976, 1977, 1978, 1980, 1982, 1983, 1985, 1988 |
| VBC Voléro Zurich  | 13     | Zurich      | 2005, 2006, 2007, 2008, 2010, 2011, 2012, 2013, 2014, 2015, 2016, 2017, 2018                         |
| BTV Luzern         | 7      | Lucerne     | 1990, 1991, 1992, 1993, 1997, 1998, 2003                                                             |
| Lausanne UC        | 5      | Lausanne    | 1979, 1981, 1984, 1986, 1987                                                                         |
| Volley Köniz       | 4      | Köniz       | 1999, 2001, 2002, 2004                                                                               |
| RTV 1879 Basel     | 3      | Bâle        | 1994, 1995, 1996                                                                                     |
| VBC Biel-Bienne    | 2      | Bienne      | 1962, 1971                                                                                           |
| Kanti Schaffhausen | 2      | Schaffhouse | 2000, 2009                                                                                           |
| VBC Montana Luzern | 1      | Lucerne     | 1989                                                                                                 |
| NUC Volleyball     | 1      | Neuchâtel   | 2019                                                                                                 |